# An Gia
An Gia (tiếng Trung: 安家, tiếng Anh: I Will Find You a Better Home) (Tên cũ: Người bán nhà) là bộ phim truyền hình chính kịch Trung Quốc phát sóng năm 2020, đóng chính bởi Tôn Lệ và La Tấn. Phim được chuyển thể từ bộ phim truyền hình Nhật Bản "Your Home is My Business!". Đây là một trong những bộ phim truyền hình được đánh giá cao nhất năm 2020, đứng đầu bảng xếp hạng lượt xem của các mạng mà nó phát sóng và cũng thu về hơn bốn tỷ lượt xem trực tuyến.
Phim bắt đầu phát sóng trên truyền hình vệ tinh Bắc Kinh và truyền hình vệ tinh Đông Phương vào ngày 21 tháng 2 năm 2020.

## Tóm tắt cốt truyện
Bộ phim bắt đầu với việc Từ Văn Xương (La Tấn đóng) cố gắng ly hôn với vợ, Zhang Chengcheng, người đã bị bắt quả tang với người tình của cô ấy và cuộc ly hôn giả đã trở thành sự thật. Sau đó, cô nói với anh rằng cô đang mang thai, mong được hòa giải nhưng cuối cùng khi đứa trẻ được sinh ra, kết quả xét ngiệm ADN cho thấy người tình mới là cha của đứa trẻ. Từ Văn Xương là giám đốc chi nhánh của một công ty đại lý bất động sản lớn, và bất ngờ chuyển đến cùng với đồng nghiệp của mình, Phòng Tự Cẩm (Tôn Lệ đóng), cũng là giám đốc chi nhánh do Trụ sở chính ở Bắc Kinh cử đến với kế hoạch tiếp quản chi nhánh của Từ Văn Xương.
Phòng Tự Cẩm, 29 tuổi, đã là Giám đốc của một công ty bất động sản nổi tiếng, tôn chỉ của cô là "Không có căn nhà nào tôi không bán được!". Cô được lệnh giải cứu một chi nhánh có hiệu suất giảm. Quản lý cửa hàng Từ Văn Xương là một "người cao quý", anh ta miễn cưỡng trục xuất những người tham gia, và không thể giữ khuôn mặt của mình để đối phó với các đồng nghiệp vô đạo đức.
Phòng Tự Cẩm tin rằng cái gọi là lòng tốt nên là "trái tim bồ tát" cộng với sấm sét, nếu không thì nó thật yếu đuối và vô dụng. Dưới sự điều chỉnh sấm rền gió cuốn của cô, doanh thu của cửa hàng đã được hồi sinh, nhưng bầu không khí ấm áp ban đầu của cửa hàng cũng rơi xuống như một hầm băng khi cô đến.
Ông chủ của Phòng Tự Cẩm đột nhiên xuất hiện và đề nghị chuyển cô trở lại trụ sở, và trong thời gian làm việc nửa năm, Tự Cẩm bị ảnh hưởng sâu sắc bởi Từ Văn Xương và bắt đầu suy nghĩ về phong cách làm việc của mình. Cô đã yêu cửa hàng này và học cách tận hưởng sự phụ thuộc và chăm sóc của đồng nghiệp và khách hàng.
Cuối cùng, cô yêu Từ Văn Xương và ở lại trong cửa hàng. Bây giờ cô ấy thích chính mình, một người phụ nữ bán nhà.

## Dàn diễn viên
- Tôn Lệ trong vai Phòng Tự Cẩm
- La Tấn trong vai Từ Văn Xương
- Trương Manh trong vai Zhang Chengcheng
- Wang Zijian trong vai Wang Zijian
- Tian Lei trong vai Lou Shanguan
- Sun Jiayu trong vai Zhu Shanshan
- Dương Hạo Vũ trong vai Xie Tingfeng
- Hồ Khả trong vai Feng Chunhua

## Sản xuất
Phim chính thức khai máy tại Thượng Hải vào ngày 27 tháng 4 năm 2019 .

## Giải thưởng và đề cử
| Giải thưởng                   | Hạng mục                                  | Được đề cử | Kết quả | Tham khảo |
| ----------------------------- | ----------------------------------------- | ---------- | ------- | --------- |
| Giải Bạch Ngọc Lan lần thứ 26 | Phim truyền hình hay nhất                 |            | Đề cử   | [ 4 ]     |
| Giải Bạch Ngọc Lan lần thứ 26 | Kịch bản chuyển thể hay nhất              | Liu Liu    | Đề cử   | [ 4 ]     |
| Giải Bạch Ngọc Lan lần thứ 26 | Nữ diễn viên chính xuất sắc nhất          |            | Đề cử   | [ 4 ]     |
| Giải Kim Ưng lần thứ 30       | Phim truyền hình nổi bật                  |            | Đề cử   | [ 5 ]     |
| Giải Kim Ưng lần thứ 30       | Nữ diễn viên chính xuất sắc nhất          |            | Đề cử   | [ 5 ]     |
| Giải Kim Ưng lần thứ 30       | Sự lựa chọn của khán giả cho nữ diễn viên | Đề cử      |         | [ 5 ]     |